# Merveilleuse Angélique
Merveilleuse Angélique (Brasil: Maravilhosa Angélica ) é um filme franco/ítalo/germânico, de 1965, dos gêneros aventura, épico e romance, dirigido por Bernard Borderie, roteririzado pelo diretor, Claude Brulé, Francis Cosne e Daniel Boulanger, baseado no livro de Anne Golon e Serge Golon, música de Michel Magne.

## Sinopse
Após a execução de Peyrac por bruxaria, refugiada no Pátio dos Milagres, protegida por Calembredaine e com muitos inimigos, Angélica determina-se a reencontrar seus filhos e sua posição social, para o que é auxiliada por Claude o Poeta Pobre e seu primo Philippe. 

## Elenco
- Michèle Mercier ....... Angélique de Peyrac
- Claude Giraud ....... Philippe de Plessis-Bellières
- Jean Rochefort ....... Desgrez
- Jean-Louis Trintignant ....... Claude o Poeta Pobre
- Giuliano Gemma ....... Calembredaine
- Claire Maurier ....... Ninon de Lenclos
- Ernst Schröder ....... o capitão do castelo
- Charles Régnier ....... Conan Becker
- Jacques Toja....... Louis XIV
- François Maistre ....... Príncipe Condé
- Robert Porte ....... Monsieur
- Denise Provence ....... Barbe